# 南亚新村

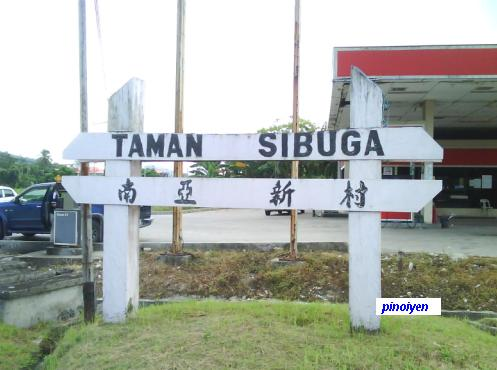
南亚新村路牌

南亚新村，又名西埔架（马来文：Taman Sibuga），马来西亚沙巴州山打根的一個聚落，距离山打根市区11公里，居民以华人为主。
南亚新村创建于1970年代，是由德源（山打根）有限公司开发的，有三排店、一间戏院、一间佩特龙加油站、一间警察局、一间公众医务所、一间小巴刹（市场），还有一间华文小学，名叫「大同学校」。其中戏院名为金城戏院，开设于1970年代，开了一阵子便关闭了。

## 交通
从山打根市区，可搭西埔架14號巴士到达这个新村，费时二十分钟，马币二元。巴士是沿着哩啦路、西西里路到达这个新村。路途有经过坐落于西西里路的寺庙，名为山打根佛教會普濟寺。

## 近邻的地方
- 华美园
- 山打根监狱
- 山打根体育馆
- 水务局

## 新闻
- 南亚新村路牌获得民行黨翻新，2010年11月3日
- 西甫架华美园通南亚新村的第二通道已竣工，2012年4月21日[永久]